# Giám mục phụ tá
Giám mục phụ tá (tiếng Latinh: Episcopus auxiliaris) là một chức giám mục được bổ nhiệm để phụ giúp một giám mục chính tòa trong việc đáp ứng nhu cầu mục vụ của giáo phận, thông thường là một tổng giáo phận hoặc giáo phận rộng lớn. Chức vụ này tồn tại trong Giáo hội Công giáo Rôma cả nghi lễ Latinh lẫn Đông phương. Giám mục phụ tá không có tòa giám mục trên thực tế, chính vì vậy ông sẽ nhận một tòa danh nghĩa gọi là hiệu tòa. Giáo luật Công giáo yêu cầu các giám mục chính tòa phải đặt giám mục phụ tá làm tổng đại diện của giáo phận (hoặc tổng giáo phận).
Trong các tổng giáo phận lớn hoặc đặc thù, giám mục phụ tá được giám mục chính tòa chỉ định trông coi một địa hạt riêng của tổng giáo phận, hoặc phụ trách một cộng đồng, nhóm người riêng có cùng một bản sắc hoặc ngôn ngữ. Giám mục phụ tá không có quyền tự động kế vị như giám mục phó.